# Медвед од плиша
„Медвед од плиша” је југословенски кратки филм из 1975. године. Режирао га је Милорад Лаковић који је написао и сценарио.

## Улоге
| Глумац           | Улога |
| ---------------- | ----- |
| Љубомир Ћипранић |       |
| Јован Никчевић   |       |